# 求救棋

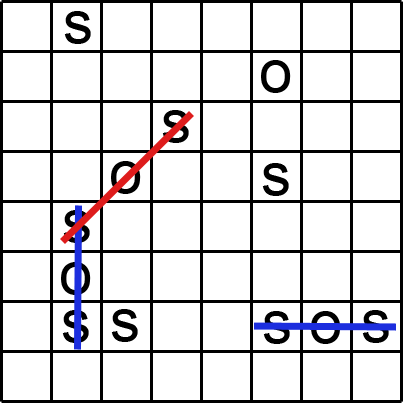
一局未结束的求救棋

求救棋（SOS），是兩人以上的紙筆遊戲，也可作為棋類，歷史最早可以到追溯1947年的紐西蘭。

## 規則
- 先在紙上劃上為n*n的方格。

- 每方輪流在一方格填上S或O。當填寫後造成在縱、橫、斜其中一方向，緊連成SOS，則該玩家再一回合，並且得一分。重複此動作，直到不再造成SOS，才結束輪到下一玩家。

- 當方格都被填滿時，遊戲結束。分數最大者勝[1]。

## 外部連結
- 線上遊戲 （页面存档备份，存于）
- 遊戲下載，變體